# Памятник морякам-подводникам
Памятник морякам-подводникам — памятник морякам-подводникам Советского и Российского флота, установленный в парке набережной Афанасия Никитина Твери на левом берегу Волги.
Инициаторами создания памятника выступили члены тверского Союза ветеранов-подводников Тверской области. Проект разработал известный тверской скульптор, народный художник России Евгений Антонов. Памятник был открыт в 2010 году.

## Описание
Бронзовый памятник представляет собой композицию из двух подводников, один из которых поднял на ходовую рубку потерявшего сознания товарища, рядом пролетает чайка, касающаяся крылом воды.
Памятник установлен на прямоугольном постаменте, облицованном гранитной плиткой, на котором приведена цитата известного подводника, Героя Советского Союза М.Гаджиева:

Нигде и никогда не было такого равенства

перед лицом смерти, как в подводной лодке,

где либо все погибают, либо все выживают
Перед памятником установлено на небольшие постаменты два чугунных якоря с цепями.
Позади памятника установлены две гранитных плиты с изображением подводных лодок под флагами ВМФ СССР и ВМФ России.
Надпись на плите с изображением дизельной подводной лодки времён Великой Отечественной войны под флагом ВМФ СССР:

Здесь нет их имен,

Но ничто не забыто

Ни подвиг бессмертный,

Ни имена,

И память о них,

Не вернувшихся с битвы

В сердцах поколений

На все времена
Надпись на плите с изображением современной атомной подводной лодки под флагом ВМФ России:

Вечная память погибшим

в мирное время.

Погибшие во имя жизни живы

в делах живых

и в памяти живых."
Позади всей скульптурной композиции располагается небольшая выставка вооружения подводных лодок, включающая в себя торпеду и морские мины.